# Duchateau-Inseln
Die  Duchateau-Inseln  sind eine unbewohnte Inselgruppe im Louisiade-Archipel. Politisch gehören sie zur Provinz Milne Bay im südöstlichen Teil Papua-Neuguineas. 
Die Duchateau-Inseln sind eine kleine Gruppe von drei niedrigen Inseln am südwestlichen Rand des Barriereriffs von Vanatinai. Sie befinden sich 5 km südöstlich der Jomard-Inseln und unmittelbar nordöstlich der Montemont-Inseln. Von den drei Inseln ist Pana Bobai Ana (75 ha) im Westen die größte Insel. Die beiden kleineren Inseln Pana Rura Wara (42 ha) und Kukuluba (32 ha) befindet sich auf der Nordseite einer riffgesäumten Lagune. 